# Іспано-південноамериканська війна
Іспа́но-південноамерика́нська війна́ (ісп. Guerra Hispano-Sudamericana)  — збройний конфлікт, в якому Іспанія воювала з Перу і Чилі, до яких пізніше приєдналися Болівія і Еквадор. Конфлікт почався з захоплення іспанською ескадрою островів Чінча 14 квітня 1864 року і закінчився підписанням мирного договору в Лімі 12 червня 1883 року, хоча активні воєнні дії були припинені значно раніше, в середині 1866 року. Війна стала останньою спробою Іспанії відновити свою колоніальну імперію в Південній Америці, яку вона втратила в 1824 році.
В Перу і Чилі цю війну називають просто Війна з Іспанією (Guerra contra España); в Іспанії вона відоміша як Тихоокеанська війна (Guerra del Pacífico) чи Перша Тихоокеанська війна (Primera Guerra del Pacífico) — в цьому випадку Другою Тихоокеанською вважається війна Чилі проти Перу і Болівії в 1879–1883 роках.
В англомовних джерелах ця війна іменується по назві островів, захоплення яких послужило її початком — англ. Chincha Islands War.

## Передісторія і причини

### Перуанські зобов'язання
Конфлікт мав і приховані, і явні причині. До прихованих причин можна віднести сподівання певних політичних кіл Іспанії на повернення втраченого контролю над колишніми колоніями в Південній Америці; прагнення Іспанії заволодіти багатими покладами гуано на перуанських островах; бажання Іспанії примусити Перу розрахуватися по боргам, які залишилися з колоніальних часів; перуанську політичну кон'юнктуру тих років, яка підштовхувала уряд країни до активних і не завжди обміркованих дій на міжнародній арені.
До явних причин відносять відсутність прогресу у співвідношеннях між двома країнами — Іспанія не визнавала незалежність Перу і не підтримувала з ним дипломатичних відносин. Також відігравали свою роль непохитність сторін в питаннях гідності і честі, як особистих, так і національних; податкова політика європейських держав стосовно країн Латинської Америки; дивовижна живучість почуттів неприязні та ворожості, які породила війна за незалежність.
Було зроблено декілька спроб налагодити двосторонні відносини. Найвразливішим завжди було питання адекватних компенсацій Іспанії з боку Перу за наслідки війни за незалежність та експропріації і конфіскації, які проводилися після неї. Питання постало у зв'язку з «Капітуляцією Аякучо», документом, підписаним Перу і Іспанією по завершенні війни за незалежність. В «Капітуляції» Перу визнавала свій борг перед Іспанією, що виник внаслідок захоплення коштів іспанської казни, які знаходилися на території Перу. Ці зобов'язання були знову підтверджені в серпні 1831 і в вересні 1853 року; до їх визнання закликали перуанські держателі іспанських цінних паперів і перуанці, які проживали в Іспанії.
Відносини також ускладнювались інцидентом, який трапився під час перуансько-еквадорської війни (1858–1860), під час якої перуанський флот захопив іспанське торговельне судно. Судно не було повернене Іспанії, попри її протести.

### Підсилення Іспанії
Роки правління іспанської королеви Ізабелли II (1833–1863) були одним з найбільш цікавих та бурхливих періодів в історії Іспанії. Коли Ізабелла посіла престол, Іспанія була лише слабкою тінню могутньої світової держави минулого. Могутній колись іспанський флот тепер складався лише з трьох лінійних кораблів, побудованих ще в XVIII сторіччі, і декількох фрегатів — дещиця в порівнянні з армадою з 177 кораблів, яку Іспанія мала в 1790 році.
Ізабелла намагалася відтворити військовий престиж країни, втрачений після Трафальгарскої битви. В розбудову флоту вкладалися величезні кошти, і наприкінці 1850-х років Іспанія вже володіла четвертим за розміром військовим флотом у світі, який складали новітні бойові кораблі. До його складу входили шість броньованих фрегатів, одинадцять фрегатів першого класу, дванадцять парових корветів і десятки менших кораблів. В іспанській історії нечасто траплялися періоди настільки переконливої морської могутності.
Попри існування серйозних внутрішніх проблем, Іспанія знову стала колоніальною державою. Покладаючись на свій потужний флот, до 1860 року вона взяла участь в декількох воєнних кампаніях по всьому світі. В період урядування кабінету Леопольдо О'Доннелла Іспанія вела війну з Марокко (Тетуанська війна), брала участь в конфліктах в Індокитаї, Мексиці і Домініканській республіці (яку окупувала в 1861–1865 роках). Іспанія також не залишала намірів повернути собі минулий вплив в її колишніх володіннях в Південній Америці.

## «Наукова експедиція»

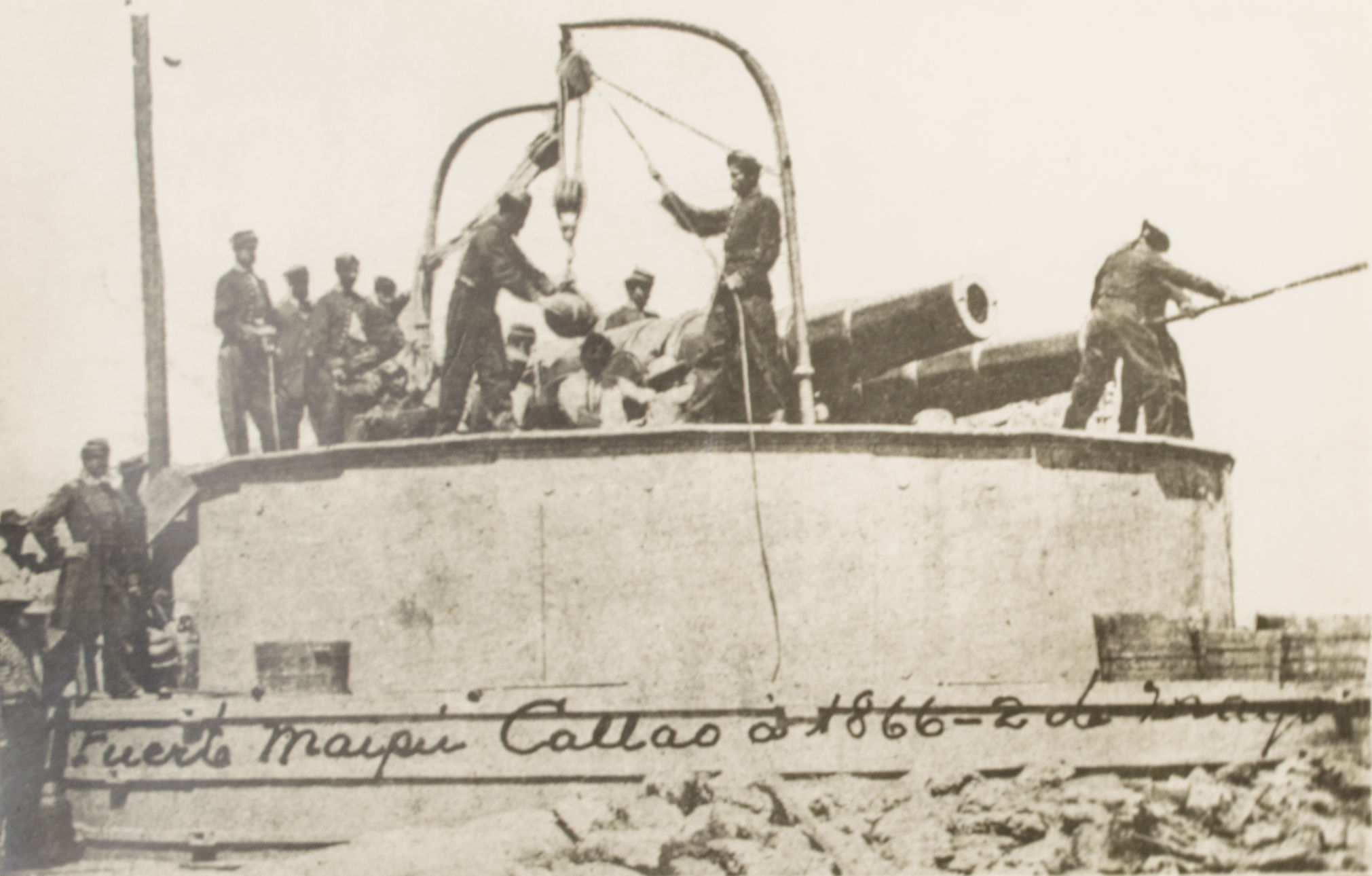
Перуанська батарея під час битви при Кальяо

В серпні 1862 року з Кадіса в Америку вирушила ескадра іспанських військових кораблів. Згідно з офіційними заявами, експедиція повинна була сприяти зближенню Іспанії з латиноамериканськими державами, а також здійснити різноманітні наукові дослідження в Тихому океані, у зв'язку з чим ця справа офіційно іменувалася «Іспанська наукова експедиція». Ескадра складалася з кораблів «Ресолюсьйон», «Тріумф» і «Венседора», в затоці Ла-Плата до них приєдналася «Ковадонга». Командував експедицією контр-адмірал Луїс Ернандес Пінсон, прямий нащадок одного з братів Пінсон, що брали участь в плаваннях Колумба.
Пінсон отримав також наказ забезпечувати підтримку діям іспанських дипломатичних представників. Йому було вказано, що визнання урядом незалежності латиноамериканських держав означає також необхідність захисту інтересів іспанських підданих y цих державах. Іспанська громадська думка вважала Перу ворожою державою, і дипломатичні представники, підтримані «науковою експедицією», повинні були вживати рішучих заходів стосовно будь-яких зловживань відносно підданих королеви.
Експедиція відвідала Ріо-де-Жанейро, Монтевідео, Буенос-Айрес і Вальпараїсо і 10 липня 1863 року прибула до Кальяо. Ескадра отримала досить дружній прийом і пробула в Кальяо два тижні, однак перуанський уряд відмовився вести будь-які офіційні переговори. 26 липня експедиція вирушила далі на північ.

## Інцидент Таламбо
4 серпня 1863 року на асьєнді Таламбо в провінції Ламбаєке на півночі Перу трапився трагічний інцидент — в сутичці між іспанськими іммігрантами і місцевими жителями загинув один іспанський підданий, а ще чотирьох було поранено.
Коли вісті про інцидент досягли Мадрида, іспанська ескадра перервала своє плавання на північ і повернулася до Кальяо 13 грудня 1863 року. Перуанський уряд знову відмовився від контактів з Пінсоном, і кораблі відплили до Вальпараїсо.
У Вальпараїсо ескадра прийняла на борт Еусебіо Салазара-і-Масаредо, який був призначений іспанським кабінетом спеціальним посланцем для розслідування події на асьєнді Таламбо. Він отримав інструкції добиватися мирного врегулювання інциденту. Наразі, якщо він не буде прийнятий урядом Перу, він повинен був висунути ультиматум і очікувати його прийняття протягом тридцяти годин; якщо ультиматум залишався без відповіді, він мав повноваження на застосування військової сили.
По прибутті до Кальяо 18 березня 1864 року, Салазара-і-Масаредо запросив аудієнцію у міністра іноземних справ Рібейро для вручення вірчих грамот. Документи свідчили, що він має ранг Посланника-резидента в Болівії і Спеціального екстраординарного уповноваженого Іспанії в Перу (ісп. Ministro Residente en Bolivia y Comisario Especial Extraordinario de España en el Perú), титули, які були у вжитку за колоніальних часів. В своїй відповіді міністр заявив, що ранг «уповноваженого» не відповідає прийнятим в міжнародній дипломатії нормам. Салазар-і-Масаредо відповів на це довгим меморандумом, витриманим у вкрай різкому тоні. Серед іншого, він попереджував, що наразі остаточної відмови уряду в аудієнції, він удасться до репресалій у відповідь на будь-який акт насилля стосовно іспанських підданих. В свою чергу, уряд опублікував маніфест, в якому виклав свою точку зору на інцидент і підтвердив свій намір добиватися мирного врегулювання конфлікту.

## Захоплення островів Чінча
14 квітня 1864 року, так і не висунувши ультиматуму, як того вимагали інструкції, що їх отримав Салазар-і-Масаредо, іспанська ескадра покинула рейд Кальяо і висадила десант на островах Чінча. Для Перу острови були надзвичайно цінні — експортні мита на гуано, яке добувалося на островах, становили понад 60 % доходів державного бюджету країни. Перуанські робітники були вигнані з островів, судна, які знаходилися на рейді — захоплені, і над островами було піднято іспанський прапор.
Президент Перу, генерал Хосе Антоніо Песет, був змушений розпочати обережні переговори з іспанцями; газети тих часів критикували його за нерішучість, називаючи «сучасним Атауальпою». Однак на той момент перуанський флот перебував у плачевному стані — його складали лише фрегат «Амасонас» і шхуна «Тумбес-і-Лоа». Вони були неспроможні вчинити іспанській ескадрі серйозного опору. Тому, бажаючи виграти час, Песет послав до Європи полковника Франсіско Болоньєзі Сервантеса для придбання кораблів та зброї. Результатом цієї подорожі була купівля кораблів «Уньйон», «Америка», «Уаскар» і «Індепенденсіа»; щоправда, останні два прибули до Тихого океану вже після закінчення бойових дій.
Розпочаті Песетом переговори закінчилися крахом. Іспанська же ескадра тим часом була підсилена кораблями «Бланка», «Беренгуела», «Вілья де Мадрид» і броненосцем «Нумансія». На чолі ескадри встав прибулий з підкріпленням із Іспанії віце-адмірал Хосе Мануель Пареха, колишній морський міністр Іспанії.
Бойові дії почалися 25 січня 1865 року: ескадра блокувала Кальяо і зажадала від Перу протягом 24 годин погодитися на усі вимоги іспанців.
Побоюючись гіршого, Песет поспішив підписати договір Віванко—Пареха. Договір був підписаний на борту корабля «Вілья де Мадрид» (Мануель Ігнасіо Віванко представляв на переговорах перуанський уряд). Згідно з договором Перу визнавало іспанського посланника Салазара-і-Масаредо і зобов'язувалося виплатити Іспанії 3 млн песо як компенсацію витрат; на обмін Іспанія повертала Перу острови Чінча.

## Реакція в Перу
Підписання угоди здійснило в перуанському суспільстві бурю протестів. Конгрес відмовився ратифікувати договір, а громадська думка швидко переходила від неприйняття урядової угоди до неприйняття самого уряду, який таку угоду підписав. 5 лютого відбулася серія нападів на іспанських моряків, які зійшли на берег в Кальяо, внаслідок чого декілька іспанців загинули.

## Повстання в Арекіпі і диктатура Прадо
Народне обурення договором Віванко—Пареха і переслідуваннями його супротивників швидко набрало форми відкритого повстання під керівництвом полковника Маріано Ігнасіо Прадо, яке спалахнуло 28 лютого 1865 року в Арекіпі, на півдні країни. До повстання приєдналося багато військових та цивільних осіб з усієї країни. В квітні в Чиклайо, на півночі країни, підійняв повстання полковник Хосе Балта, який визнав головування Прадо. До кінця червня до повстання прилучилася більша частина перуанського флоту. Армія повстанців взяла Ліму штурмом 6 листопада 1865 року після запеклого бою, який тривав весь день, під час якого обидві сторони зазнали важких втрат. Песет продовжував опір до 8 листопада, після чого з групою прихильників переховався на британському кораблі «Шируотер», що стояв в порту Кальяо, і декількома днями пізніше відплив на ньому до Англії. 26 листопада Прадо був проголошений диктатором Перу.

## Вступ у війну Чилі
Тим часом обурення проти Іспанії почало зростати і в сусідньому Чилі. Було очевидно, що Іспанія не має намірів знову відвойовувати свої колишні колонії, для цього в неї не було ні сил, ані ресурсів, «похід на захист честі» на Тихому океані мав лише відвернути увагу від внутрішніх проблем. Однак іспанська активність в Мексиці, Санто-Домінго і Перу сприяла зростанню підозрілого ставлення до Іспанії та її намірів в латиноамериканських державах.
Стосунки Чилі з Перу ніколи не були дуже дружніми, однак настільки відверте приниження, якого зазнало Перу з боку колишньої метрополії, не могло не викликати співчуття — в Сантьяго відбулися багатолюдні антиіспанські демонстрації. Коли іспанський корабель «Венседора» завітав до чилійського порту для поповнення запасів вугілля, президент Чилі заявив, що нейтралітет країни не дозволяє продавати воєнні матеріали країнам, які беруть участь у війні. Однак іспанці мали докази того, що Чилі постачає в Перу воєнні матеріали і добровольців і тому сприйняли відмову постачати вугіллям їх кораблі як навмисну образу. 17 вересня 1865 року, в День Незалежності Чилі, адмірал Пареха прибув на рейд Вальпараїсо на борту свого флагмана «Вілья де Мадрид» і зажадав від чилійської сторони вибачень, виплати компенсації, скасування ембарго і салюту іспанському прапору з 21 гармати. Чилійський уряд відмовився погодитися на іспанські вимоги, і 22 вересня Пареха оголосив блокаду морського узбережжя Чилі. У відповідь на цей ворожий акт президент Чилі Хосе Хоакин Перес 25 вересня оголосив війну Іспанії.
До моменту, коли Прадо почав переговори про антиіспанський альянс з представниками Чилі, Болівії й Еквадору, чилійцям вже пощастило заподіяти іспанцям принизливу поразку: 26 листопада 1865 року в морської битві при Папудо чилійський корвет «Есмеральда» захопив іспанську шхуну «Ковадонга». Після цієї події адмірал Пареха покінчив з собою, і командування ескадрою прийняв Касто Мендес Нуньєс, командир «Нумансії».

## Спільні воєнні дії
5 грудня 1865 року Перу і Чилі уклали воєнний альянс проти Іспанії, до якого пізніше долучилися Еквадор (30 січня 1866 р.) і Болівія (22 березня 1866 р.). 14 грудня 1865 року Прадо денонсував договір Віванко—Пареха і оголосив війну Іспанії.
Основною задачею флоту на той момент була деблокада чилійських портів. З цією метою перуанські кораблі «Амасонас» та «Апуримак» ще 3 грудня відплили на південь, до острівця Абтао, на якому була розташована чилійська військово-морська база і суднобудівельна верф. Острівець знаходився в глибині архіпелагу і був оточений численними рифами і мілинами, які утруднювали маневрування. Там до перуанських кораблів долучилися чилійський корвет «Есмеральда», шхуна «Ковадонга» (захоплена у іспанців при Папудо) і паровий транспорт «Майпу». В середині січня з Європи підійшли закуплені у Франції перуанські корвети «Америка» і «Уньйон». 7 лютого 1866 року відбулася морська битва при Абтао, яка не принесла перемоги жодній зі сторін, однак під час якої іспанські кораблі були змушені відступити.
31 березня 1866 року іспанська ескадра помстилася за захоплення «Ковадонги» і опір при Абтао обстрілом порту Вальпараїсо. Вальпараїсо не мав берегових укріплень і не міг вчинити іспанцям опору. Внаслідок бомбардування місто було практично знищено, однак людських жертв не було, тому що населення, сповіщене про обстріл, покинуло місто. Після карального бомбардування Вальпараїсо іспанська ескадра вирушила в Кальяо.
Тим часом в Кальяо перуанський уряд розпочав приготування до оборони міста. На стратегічних висотах були розміщені близько п'ятдесяти гармат, в тому числі і на випадок нападу з тилу. Все чоловіче населення Кальяо і Ліми було мобілізоване, з дітей та підлітків формувалися пожежні та санітарні команди. Всі неспроможні носити зброю були евакуйовані.
26 квітня іспанські кораблі прибули до островів Сан-Лоренцо і 27 квітня оголосили про намір бомбардувати Кальяо. Вранці 2 травня почалася битва при Кальяо, яка тривала весь день. Внаслідок бою іспанці зазнали важких людських втрат, а їх кораблі були серйозно пошкоджені тож іспанська ескадра була змушена відступити назад до островів Сан-Лоренцо. 10 травня іспанські кораблі покинули перуанські береги і відплили до Європи.